# Hikonin Sentai Akibaranger Season Tsuu
Hikounin Sentai Akibaranger Season Tsuu (非公認戦隊アキバレンジャーシーズン痛) tạm dịch là Chiến đội Không chính thức Akibaranger Mùa hai, là phần thứ hai của Hikounin Sentai Akibaranger cũng như "phiên bản không chính thức" thứ hai của loạt phim Super Sentai. Trong loạt phim này, giống như bộ phim đầu tiên, hướng về thanh thiếu niên và Otaku, trong khi loạt phim bình thường dành cho trẻ em và gia đình. Mùa hai bắt đầu phát sóng vào ngày 6 tháng 4 năm 2013

Mặc dù, như được ghi nhận trong tập cuối cùng, những nhân vật xuất hiện trong Akibaranger có thể trở lại nếu cần thiết, Hikounin Sentai Akibaranger không được đổi mới cho một mùa thứ ba vào năm 2014.

## Cốt truyện
Nobuo Akagi tìm thấy MMZ-01 và Cannon Inordinate, vũ khí của Akibarangers, trong một cửa hàng bán Super Sentai như đồ chơi DX! Akibarangers đột nhiên trở thành một phần của danh sách chính thức của Super Sentai, một điều không hề quen thuộc với họ? Điều gì đã xảy ra với các Akibarangers trở thành chính thức? Nobuo Akagi và các Akibarangers khác gặp phải một nhân vật phản diện mới là một fan hâm mộ lớn của Super Sentai và đã mô phỏng chính mình sau khi nhân vật phản diện cổ điển, và những người khác là bên cạnh anh nhưng © Na  sử dụng một phiên bản lẻ của MMZ-01 mình?

## Nhân vật
- Akagi Nobuo (赤木 信夫?) -  Akiba Red (アキバレッド Akibareddo?)
- Akiba Blue (アキバブルー Akibaburū?)
  - Aoyagi Mitsuki (青柳 美月?) (Tập 1)
  - Iwashimizu Luna (石清水 美月?) (Tập 2-13)
- Moegi Yumeria (萌黄 ゆめりあ?) -  Akiba Yellow (アキバイエロー Akibaierō?)

## Vũ khí

### Transformation Devices/Sidearms
- MunyuMoe ZubaKyuun
  - Moe Moe Z-Cune
  - Munyu Munyu Zubaan

### Ludicrous Power
- Ludicrous Cannon Bazooka ◆◆◆◆◆◆
  - Ludicrous Cannon ◆◆◆
    - Deka Wappa ◆◆
    - Bouken Scooper ◆
    - Jet Winger ◆

  - Ludicrous Bazooka ◆◆◆
    - Dairen Bomber ◆◆
    - Zyuren Buckler ◆◆
    - Hurricane Ball ◆◆

## Mecha
- Machine Itasha/Itasha Robo ✶
- Itasha Boy ❖

## Tập phim
Tất cả các tập phim đều được viết bằng kanji như Shinkenger , tuy nhiên tất cả đều bắt đầu bằng từ "Mōsō", có nghĩa là "Delusion" (tương tự như "Abare" trong tất cả các tên của Abaranger )
1. Delusional War (妄想大戦 Mōsō Taisen)
2. Chinese Delusions (妄想中華 Mōsō Chūka)
3. Martial Arts Delusion (妄想拳劇 Mōsō-ken Geki)
4. Delusional Goddess (妄想女神 Mōsō Megami)
5. Delusional Imports (妄想輸入 Mōsō Shunyū)
6. Delusional Niangniang (妄想娘娘（ニャンニャン） Mōsō Nyannyan)
7. Delusional Spy (妄想間者 Mōsō Kanja)
8. Delusional Beauty War (妄想美闘 Mōsō Bitō)
9. Delusion Number Two (妄想弐號 Mōsō Nigō)
10. Delusional Pillow Talk (妄想枕語 Mōsō Makurakotoba)
11. Delusional Cemetery (妄想墓地 Mōsō Bachi)
12. Delusional Apostle (妄想使徒 Mōsō Shito)
13. Delusional Collection (妄想集編 Mōsō Shūhen)

## Sự khác biệt so với Mùa 1
Do "viết lại" trong thế giới của Akibarangers, có nhiều sự khác biệt giữa mùa đầu tiên của Akibaranger và mùa thứ hai:
- Cuộc chiến không bao giờ đi đến thế giới thực, và do đó, © Na đã ở trong thế giới ảo ảnh.
- Cha của Hiroyo đã không trở thành Doctor Z, nhưng ông vẫn làm các thiết bị Z-Cune.
- Thay vì Nobuo được triệu tập bởi Lầu năm góc, Mitsuki đã được mời, và bỏ lại sau trận chiến cuối cùng.
- Akibarangers đã có một trận chiến cuối cùng chống lại © Na và DeluKnight, người đã xuất hiện sớm hơn nhiều so với ban đầu.
- Hakase đã không nói với Akibarangers rằng cô ấy là diễn viên lồng tiếng cho Aoi.
- Sayaka không bao giờ trở lại Akihabara.

Cuối cùng tiết lộ rằng mùa giải đầu tiên đã xảy ra và đó là một kế hoạch của © Na để giành quyền kiểm soát hoàn toàn, Saburo Hatte và viết lại sự tồn tại của Sentai để franchise tập trung xung quanh cuộc chiến của mình và đánh bại một đội Sentai mỗi mùa cho 37 mùa liên tiếp.

## Diễn viên
- Nobuo Akagi: Masato Wada (和田 正人Wada Masato)
- Luna Iwashimizu: Shione Sawada (澤 田 汐 音Sawada Shione)
- Yumeria Moegi: Karin Ogino (荻 野 可 鈴Ogino Karin)
- Hiroyo Hakase, Aoi Ichikawa (giọng nói): Maaya Uchida (内 田 真 礼Uchida Maaya)
- Kozukozu Mita: Kozue Aikawa (愛 川 こ ず えAikawa Kozue, của Danceroid)
- © Na: Honoka (穂 花)
- Tsu Shogun: Ryo Horikawa (堀 川 り ょ うHorikawa Ryō)

### Khách mời
- Mitsuki Aoyagi: Kyoko Hinami (日南 響 子Hinami Kyoko) [3] (tập 1)
- Sayaka Honiden: Miiko Morita (森田 美 位子Morita Miiko) (tập 1, hồi tưởng lại)
- Quản lý cửa hàng đồ chơi: Yu Kamio (神 尾 佑Kamio Yū) (Tập 1)
- RyuuRanger (Tiếng nói) - Keiichi Wada
- KibaRanger (Tiếng nói) - Wataru Abe
- Chính anh ta: Yukio Yamagata (Tập 3)
- Chính anh ta: Mojo (Tập 3)
- Hình dạng người của Smapho Monger: Takayuki Shibasaki (柴 崎 貴 行Shibasaki Takayuki) (Tập 4)
- Yasuko Yokoyama: Mitsuko Horie (堀 江 美 都 子Horie Mitsuko) (tập 4)
- Akina Maihama: Sakina Kuwae (桑 江 咲 菜Kuwae Sakina) (Tập 5)
- George Spielburton: Koichi Sakamoto (坂 本 浩 一Sakamoto Kōichi) (Tập 5)
- Chính ông: Nobuo Tanaka (田中 信 夫Tanaka Nobuo) (Tập 6)
- Yuru-Chara Jigen (giọng nói), chính mình: Haruko Momoi (Tập 6, Tập 10)
- Hadezukin (Tiếng nói): Nao Nagasawa (長 澤 奈 央Nagasawa Nao) (Tập 7)
- Chính ông: Yoshinori Okamoto (岡本 美 登Okamoto Yoshinori) (Tập 8)
- Anh: Seiji Takaiwa (高 岩 成 二Takaiwa Seiji) (Tập 8)
- Khách hàng tại Hộp Karaoke: Taito Hashimoto (橋本 汰 斗Hashimoto Taito) (Tập 8)
- Y tá Hirata: Yuka Hirata (平 田 裕 香Hirata Yuka) (Tập 10)
- Prism Ace (giọng nói): Toru Furuya (古谷 徹Furuya Tōru) (Tập 12)

## Trạng phục
- Thiết kế nhân vật: Keiichi Sato (さ と う け い い ちSatō Keiichi )

## Bài hát chủ đề
- Akibaranger Season Two! (ア キ バ レ ン ジ ャ ーAkibarenjā )